# Chandramara chandramara
Chandramara chandramara е вид лъчеперка от семейство Bagridae. Видът не е застрашен от изчезване.

## Разпространение
Разпространен е в Бангладеш и Индия (Аруначал Прадеш, Асам, Западна Бенгалия и Мегхалая).

## Описание
На дължина достигат до 5 cm.